# ISO/IEC 27006
ISO / IEC 27006 — стандарт інформаційної безпеки, опублікований організаціями ISO і IEC. Він має назву Інформаційні технології — Технології безпеки — Вимоги до органів, які здійснюють аудит та сертифікацію систем управління інформаційною безпекою (англ. Information technology -- Security techniques -- Requirements for bodies providing audit and certification of information security management systems).
На даний момент актуальним є третє видання — ISO/IEC 27006:2015, яке скасовує та замінює перше та друге видання: ISO/IEC 27006:2007 та ISO/IEC 27006:2011
Вміст стандарту є платним, його текст у форматі pdf можна придбати на офіційному сайті організації ISO.